# Пёрселл, Даниель
Даниель Пёрселл (англ. Daniel Purcell, около 1664, Лондон — 26 ноября 1717, там же) — английский композитор, представитель стиля барокко, младший брат Генри Пёрселла.

## Биография
Родился на пять лет позже своего знаменитого старшего брата Генри Пёрселла. Его отец Генри Пёрселл был придворным музыкантом, сохранились свидетельства, что он солировал в партии тенора на коронации короля Карла II Стюарта. Он умер в год рождения Даниеля. Вероятно, Даниель, как и его старший брат, воспитывался дядей Томасом Пёрселлом, певцом и хормейстером капеллы Вестминстерского аббатства. После смерти музыканта Генри Лоуза Томас Пёрселл занял его место личного музыканта короля (в его обязанности входили: игра на лютне, виоле и пение). Некоторые исследователи утверждают, что именно Томас, а не Генри Пёрселл был отцом обоих братьев. Основанием для этого является письмо, в котором Томас Пёрселл называет Генри своим сыном. Противники этой точки зрения считают, что данное слово употреблено в смысле близости их внутреннего мира (другой вариант — Томас усыновил детей своего брата после его смерти). Мать Даниеля и Генри прожила долгую жизнь и умерла в 1699 году, но, вероятно, она не поддерживала тесных связей со своими сыновьями-музыкантами, в своем завещании она оставила принадлежащее ей имущество дочери Элизабет.
В возрасте четырнадцати лет Даниель стал, как и его старший брат прежде, певчим в Королевской капелле. В её архиве сохранились упоминания, что ему выплачивалась оплата с 1678 по 1682 год. В 1689—1690 годах он уже органист в колледже Святой Марии Магдалины (Оксфорд). Он был известен здесь не только в качестве музыканта, но и в качестве завзятого балагура и постоянного посетителя местных трактиров. В это время он начинает сочинять музыку. Первое его сочинение, обратившее на себя внимание современников, — «Ода на день Святой Цецилии» (1693 год). В 1695 году скончался его брат Генри. Даниель переехал в Лондон, где завершил его незаконченную оперу «Индийская королева». Несмотря на переезд, Даниель Пёрселл сохранил связи с Оксфордом и продолжал сочинять произведения для колледжа Святой Марии Магдалины.
В Лондоне Даниель сочинил музыку для почти сорока спектаклей, а в 1698 году «Плач на смерть Генри Пёрселла». Им были написаны оды в честь королевских особ (среди них: в честь принцессы Анны, впоследствии Анна, королева Великобритании, в честь Вильгельма III Оранского). Его перу принадлежат множество произведений, написанных для исполнения в церкви.
В 1700 году он принял участвовал в конкурсе, объявленном лордом Галифаксом на сочинение национальной английской оперы, сочетающей пение и разговорные диалоги. Сюжетом для сочинения конкурсных работ был «Суд Париса» (на либретто, автором которого был Уильям Конгрив). Даниель был третьим (приз в размере 30 гиней) после Джона Уэлдона и Джонна Экклза, но впереди Готфрида Фингера. Их произведения сначала были поставлены отдельно друг от друга в марте—апреле 1701 года, а затем представлены все вместе 3 июня 1703 года в Лондонском Dorset Garden Theatre. Публика сама определила победителей. В упрек Даниелю Пёрселлу была вменена чрезмерная напышенность музыки его оперы.
О последнем периоде жизни композитора сохранилось мало известий. К этому времени относится публикация сборника кантат, написанных в английском стиле, но на итальянские тексты. В 1712 году он дал концерт из своих произведений в Лондоне. В 1713 году он занял место органиста одной из самых престижных в то время церквей Лондона (церковь Святого Андрея в Холборне в северо-восточной части Лондона). Эту должность он занимал до своей смерти в 1717 году.

## Любопытные факты
- Заработок Томаса Пёрселла в разные годы его работы в Вестминстерском аббатстве составлял от 40 до 70 фунтов в год. Сам он считал эту сумму незначительной и постоянно искал приработка.
- Денежные призы на конкурсе лорда Галифакса составляли: первое место — 200 гиней, второе — 100, четвёртое — только 20 гиней.
- Считается, что весьма немалые затраты на конкурсную постановку опер на сюжет «Суда Париса» полностью окупились благодаря продаже билетов, а также горячего шоколада, охладительных и спиртных напитков на самом представлении.
- Опера Фингера, представленная на конкурс не сохранилась, а три другие были возобновлены в Королевском Альберт-холле в рамках сезона 1989 года. Лютнист и дирижер Энтони Рули, ансамбли старинной музыки из Великобритании и Германии представили эти оперы во время променад-концерта BBC, а публике предоставили возможность выбора лучшей оперы из трех. Даниель Пёрселл снова остался только третьим, опера Экклза заняла в этот раз первое место, а «Суд Париса» Уэлдона — только второе.
- Возрождение интереса к творчеству забытого композитора связано с выступлениями и научными статьями студента Манчестерского университета Марка Хамфриса, который затем продолжил работу над этой темой в докторантуре Нового колледжа Оксфордского университета под руководством Майкла Бёрдена. Его докторская диссертация[5] о Даниеле Пёрселле считается наиболее глубоким исследованием жизни и творчества композитора.

## Избранная литература и документальные фильмы о композиторе
- Humphreys, Mark. Daniel Purcell: A Biography and Thematic Catalogue. D.Phil. diss. University of Oxford. 2005.
- Purcell by John F. Runciman, a biography forming part of Bell’s Miniature Series of Musicians published in 1909, from Project Gutenberg(англ. язык).
- Slade, Roger. Daniel Purcell. 18th Century English music enthusiast.
- «That strain again», article by Lindsay Kemp in Gramophone magazine (August, 2007, pages 28 and 29).
- Westrup, JA (Jack Allan). Purcell. Oxford; New York. Oxford University Press. 1995.